# Antoni Lange

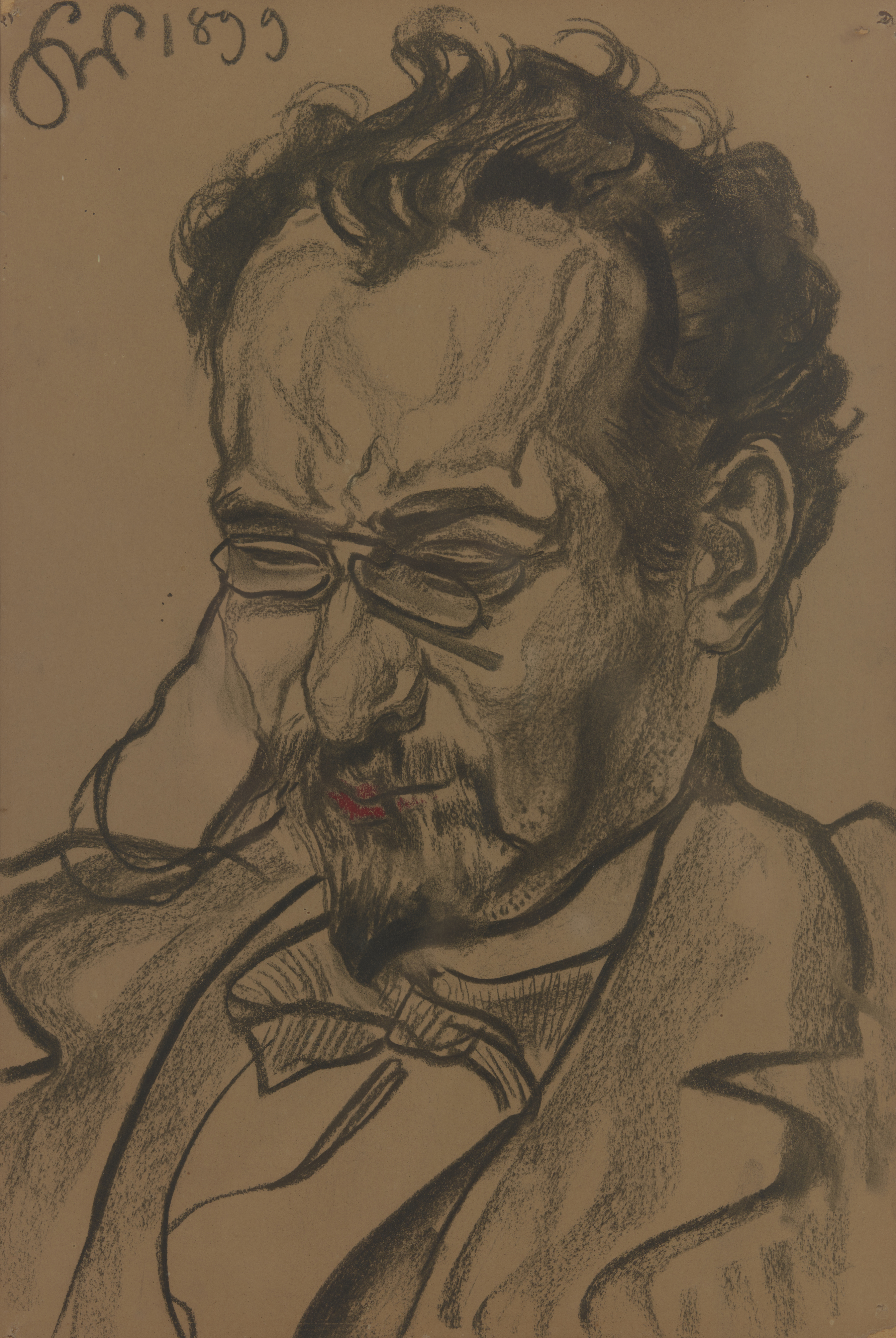
Antoni Lange. Portrait par Stanisław Wyspiański

Antoni Lange (date de naissance supposée : 1861 et 1863 - mort le 17 mars 1929, né et mort à Varsovie, Pologne), était un multilingue (15 langues), écrivain, poète, dramaturge polonais. Le pionnier du décadentisme et du parnasse. Traducteur de Gustav Meyrink, Edgar Allan Poe, littérature française (Charles Baudelaire, Arthur Rimbaud, Jean Moreas, Gustave Flaubert, Théodore de Banville, Leconte de Lisle) et littérature orientale (sanskrit, Épopée de Gilgamesh). Expert de romantisme, spiritisme et bouddhisme.
Il était l'ami de Stéphane Mallarmé, Władysław Reymont, François Grzymała et de Julius Zeyer.

## Œuvres
- "Pogrzeb Shelleya" - Funérailles de Shelley (1890)
- "Ballady pijackie" - Vénus la mendiante (1895)
- "Księga proroków" (1895)
- "Logos" - Le Nombre et le Verbe (1895)
- "Poezje" (I - 1895; II - 1898)
- "Pogrobowcom" (1901)
- "Świat" La Palingénèse (1901)
- "Fragmenta. Poezje wybrane" (1901)
- "Pocałunki" - Poésies d'amour (1902)
- "Rozmyślania" (1906)
- "Pierwszy dzień stworzenia" (1907)
- "XXVII sonetów" - Le sonnets védiques  (1914)
- "Ilia Muromiec" (1916)
- "Trzeci dzień" (1925)
- "Groteski. Wiersze ironiczne" (1927)
- "Rozmyślania. Z nowej serii" (1928)
- "Gdziekolwiek jesteś" (1931)